# St. Peter und Paul (Simprechtshausen)

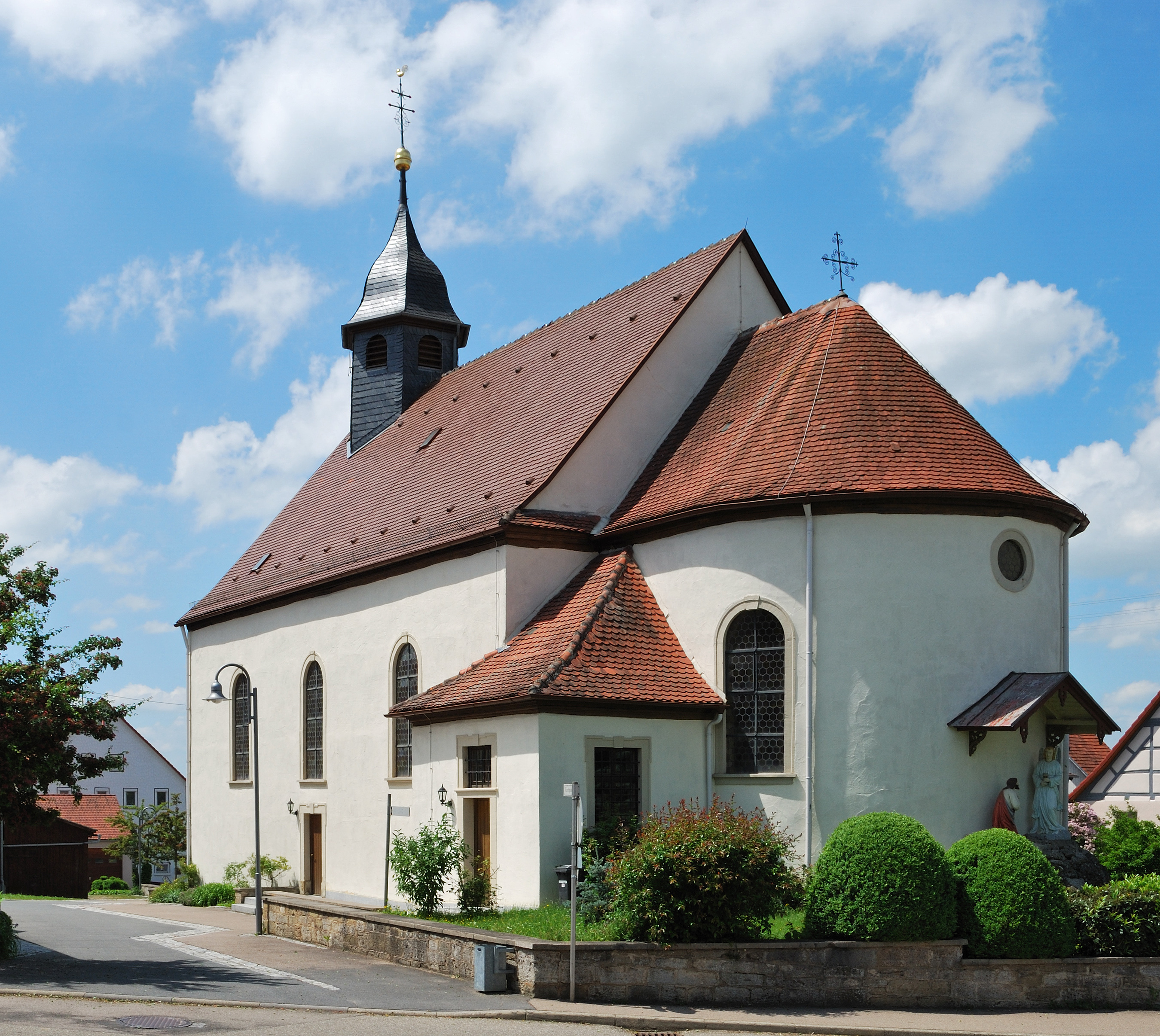
St. Peter und Paul in Simprechtshausen

Die römisch-katholische Pfarrkirche St. Peter und Paul ist ein geschütztes Kulturdenkmal nach dem Denkmalschutzgesetz. Sie steht in Simprechtshausen, einem Gemeindeteil von Mulfingen im Hohenlohekreis in Baden-Württemberg. Die Kirchengemeinde gehört zum Dekanat Hohenlohe in der Diözese Rottenburg-Stuttgart.

## Beschreibung

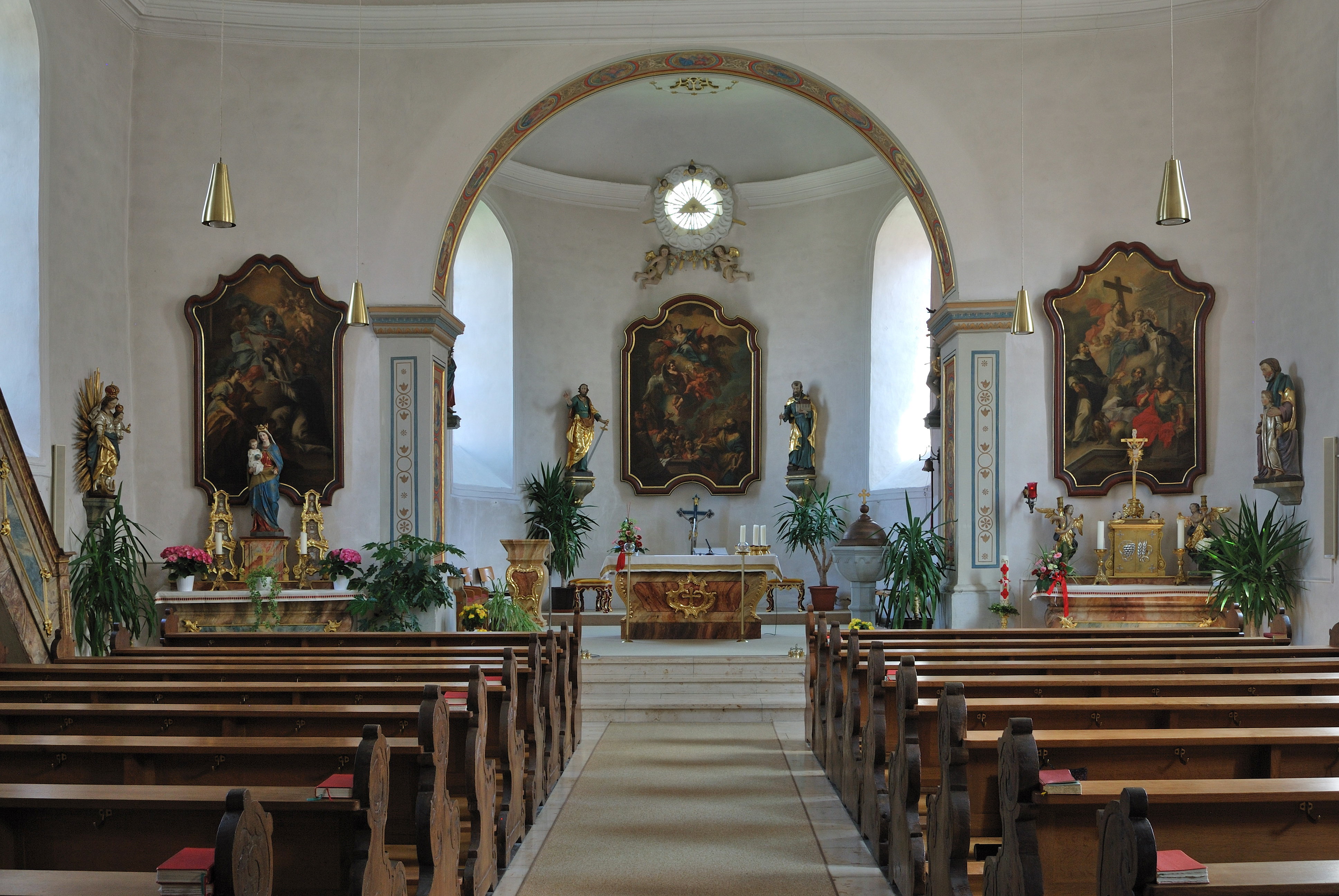
Blick zum Chor

Die 1766 nach einem Entwurf von Franz Häffele gebaute Saalkirche besteht aus einem Langhaus, einem eingezogenen, halbrund geschlossenen Chor im Osten und der Sakristei an der Südwand des Chors. Aus dem Satteldach des Langhauses erhebt sich im Westen ein sechseckiger, schiefergedeckter Dachreiter, der den Glockenstuhl enthält und mit einer Glockenhaube bedeckt ist. 
Zur Kirchenausstattung gehört ein Hochaltar, auf dessen Altarretabel die Himmelfahrt Mariens dargestellt ist. 1939 erwarb die Kirchengemeinde drei Altarretabel, die angeblich aus der Klosterkirche des Klosters Gotteszell stammen. Das Altarretabel des rechten Seitenaltars entwarf Johann Georg Bergmüller. Von den Statuen ist eine Mondsichelmadonna hervorzuheben.